# Perilestes bispinus
Perilestes bispinus är en trollsländeart som beskrevs av Douglas E. Kimmins 1958. Perilestes bispinus ingår i släktet Perilestes och familjen Perilestidae. Inga underarter finns listade i Catalogue of Life.